# Begum Jan
Begum Jan est une médecin pakistanaise et une militante sociale qui agit pour les droits des femmes. Née au Waziristan du Sud, elle obtient son diplôme en médecine à l'université de médecine de Jalalabad. Elle y est la première femme à être la présidente du corps des étudiants.
De retour chez elle, elle travaille pour le Croissant-Rouge au Pakistan et s'occupe des femmes et enfants dans un hôpital psychiatrique. Après avoir vendu ses bijoux, elle fonde l'association tribale pour le bien-être des femmes, qui a pour objectif d'éduquer les femmes du nord-ouest du Pakistan et les informer de leurs droits. L'association leur donne également une formation médicale. 
En 2008, Begum Jan obtient du département d'État des États-Unis, le prix international de la femme de courage,,.

## Sources
- (en) Cet article est partiellement ou en totalité issu de l’article de Wikipédia en anglais intitulé « Begum Jan » (voir la liste des auteurs).